# Siyotanka

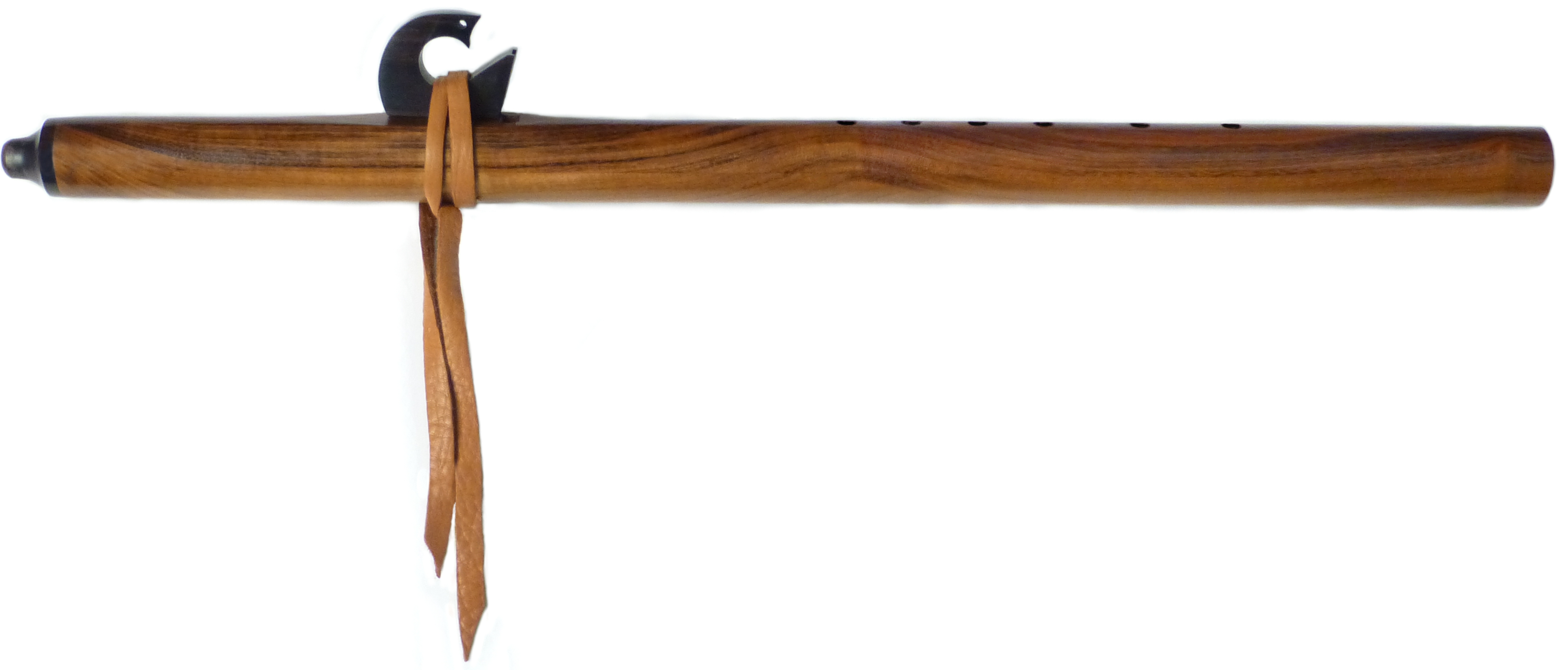
Siyotanka conçue par Gary Kuhl en 2003. Matériel: Myrtlewood. Collection de Clint Goss.

La siyotanka — « le grand coq de bruyère » en langue sioux ou « le bâton qui chante » en langue lakota — (Iroquois, Winnebagos, Mandans, Hidatsas, Cris, Sioux), pipigwan (Ojibwés), fi'pa (Creeks, Païutes, Mojaves, Shawnees), lhokan (Yuchis, Séminoles), niçude tunga (Pawnees, Crows, Arapahos, Kiowas, Pieds-Noirs, et Omahas), sul (Apaches, Shoshones, Utes, Kalispels, Umatillas), kahamaxé tahpeno (Cheyennes) et chikhwa (Têtes-Plates) [réf. nécessaire] est une flûte des Indiens des Plaines des États-Unis. C'est une flûte utilisée pour « faire sa cour » (courtiser). Elle est jouée notamment lors de la cérémonie de la danse du Soleil.
Une légende voudrait que c'est un pivert en creusant une branche de cèdre avec son bec qui a offert cet instrument à un jeune guerrier amoureux. Une autre légende hidatsa parle de « la squaw qui ne meurt jamais » qui offrit cette flûte à son petit-fils et qu'elle confectionna dans la tige d'un tournesol avec 7 trous représentant les mois de l'hiver. La représentation la plus ancienne de cet instrument est un pictogramme sur des rochers très connu appelé Kokopelli.
La siyotanka désigne aussi un sifflet sacré taillé dans un os d'aigle chez les Sioux.

## Facture

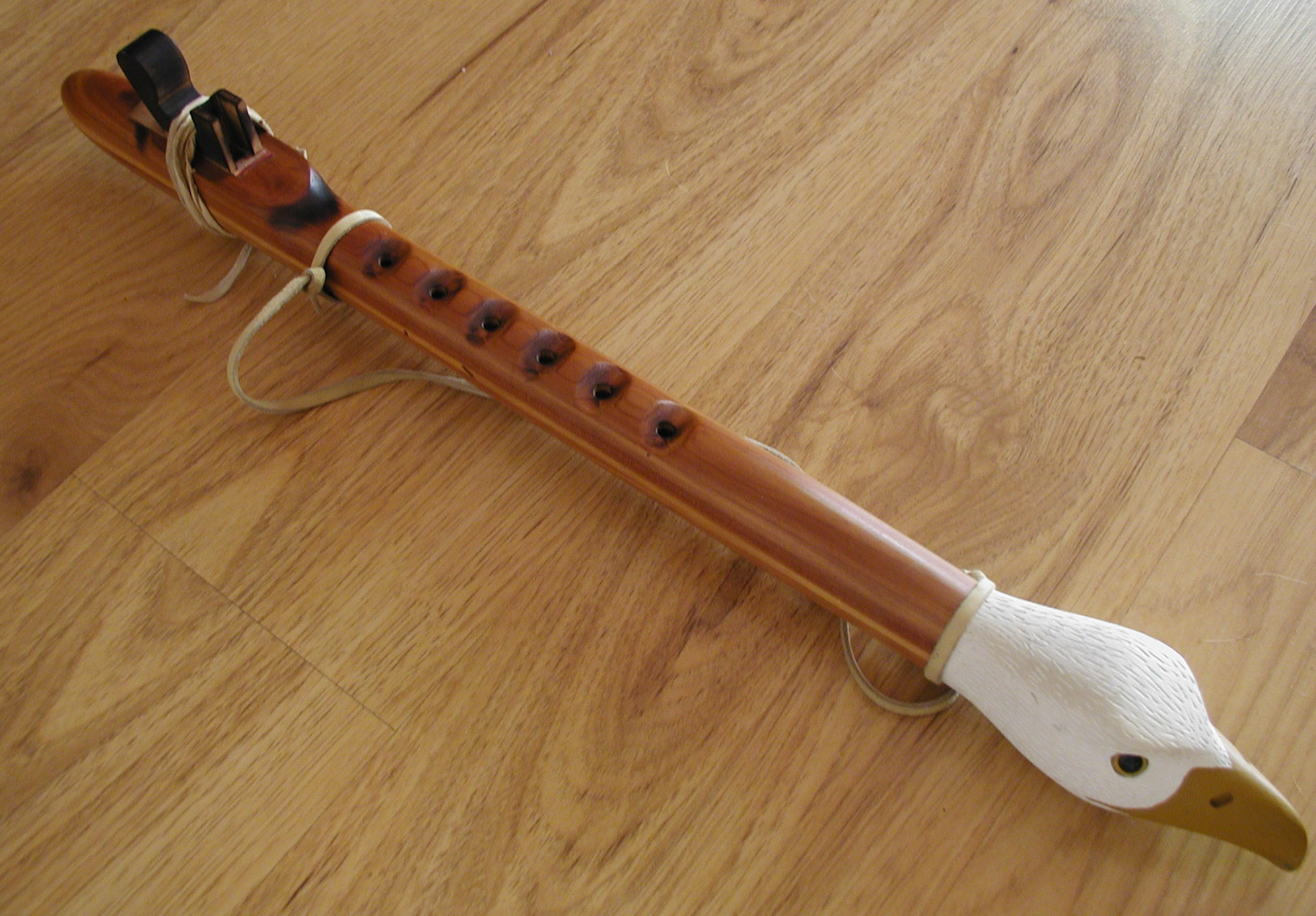
Siyotanka

Cet instrument est une flûte à bandeau, longue généralement de 50 à 54 cm pour 4 cm de diamètre, et constituée d'un segment d'une branche coupée en deux en général en cèdre ou un résineux de la même dureté, creusée puis recollée. On la trouve fabriquée en divers matériaux (bois, roseau, métal) et diverses tailles (la longueur variant de 28 à 63 cm), mais la structure reste la même avec deux parties distinctes :
- Une au niveau du bec de mise en vibration qui sert de chambre de compression avec un trou sur le dessus du tube pour permettre à l'air de s'échapper vers le haut ;
- Le tube avec les trous de jeu (de 4 jusqu'à 7 suivant la région d'origine) et parfois au bout quatre trous pour accorder l'instrument et qui indiquent aussi les quatre directions (tate topa) qui sont des repères religieux importants pour les Indiens des plaines. L'extrémité du conduit est parfois sculptée avec des têtes d'oiseaux ou d'animaux.

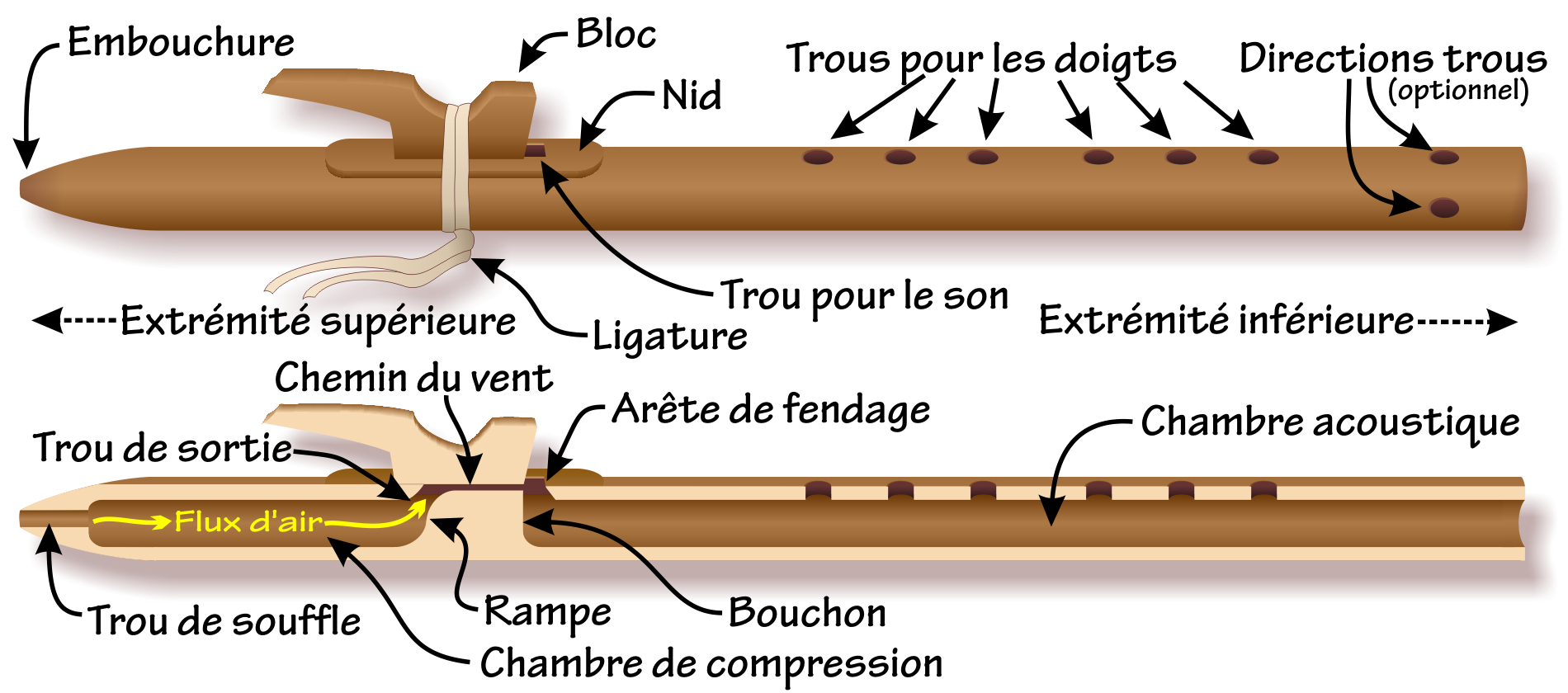
Siyotanka Anatomie

Juste après le trou supérieur de la chambre de compression il y a un trou dans l'autre partie du tube avec une fenêtre et un biseau pour pouvoir mettre l'air en vibration. Une partie mobile (bird, saddle ou block) est posée sur le dessus de la flûte taillée en méplat (flatened area ou nest) où se situe ces deux trous et est tenue par une ligature en cuir (thong). Elle permet de guider l'air de la chambre de compression jusqu'au biseau de la fenêtre. Il s'agit donc clairement d'une flûte à conduit, peu différente des flûtes à bloc ou à bec, mais plus proche des flûtes à bandeau comme la suling d'Indonésie. Certaines flûtes siyotankas sont équipées d'une petite semelle (chamfer ou spacer plate) en cuir ou en bois avec une entaille rectangulaire (flue slit) entre le tube et la partie mobile ; sans cette partie mobile (saddle) la flûte ne peut pas fonctionner puisque l'air de la chambre de compression s'échappe alors verticalement par le dessus du tube sans rejoindre horizontalement la partie de la mise en vibration de la fenêtre avec son biseau. La partie mobile permet au constructeur de s'exprimer et est souvent sculptée avec des formes abstraites ou animales et est équipée du côté de la fenêtre avec le biseau d'une rainure verticale (chimney) pour l'évacuation du souffle. 
Certaines flûtes ont une partie métallique (edge) souvent en cuivre en forme de U avec un biseau. L'air, contrairement aux autres flûtes dans lesquelles il se déplace dans un parcours droit, a avec la siyotanka un parcours courbe qui le fait aller d'abord droit dans la chambre de compression, monter sous la partie mobile puis redescendre pour aller droit dans le tube de jeu. Il a un parcours forcé qui fait que le musicien peut souffler fort ou doucement, le son de cette flûte est toujours doux, et le timbre est caractéristique et très différent de celui des autres flûtes.

## Jeu

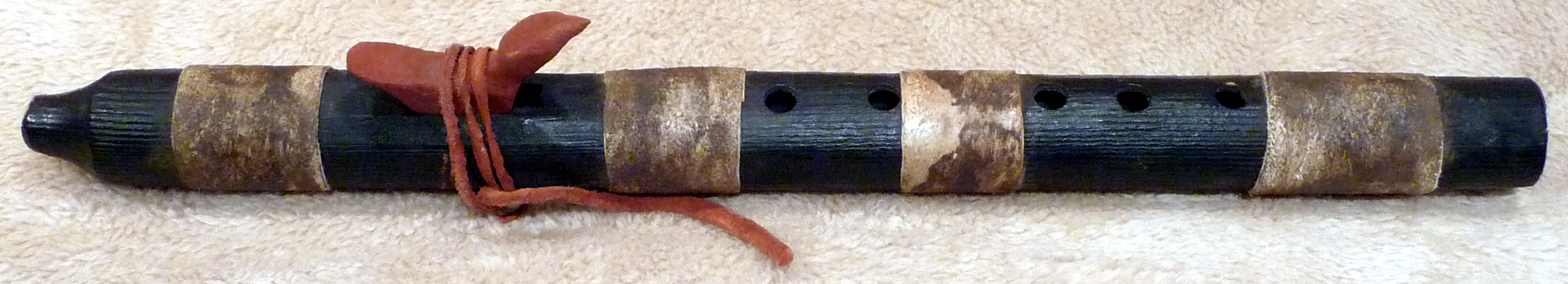
Siyotanka, culture Lakota, 1935 ou avant. Collection de Clint Goss.

C'est un instrument uniquement destiné à courtiser les femmes et par sa conception technique, il ne peut jamais jouer fort. Le musicien se positionne en général dans le sens du vent pour que celui-ci apporte la mélodie à la belle qu'on cherche à séduire ; si l'amoureux ne sait pas en jouer il fait appel à un musicien appartenant à la confrérie des « rêveurs d'élan ». 
On joue sur ces flûtes des mélodies la plupart du temps pentatoniques, parfois diatoniques. Le répertoire est traditionnel mais a aussi été récupéré par le mouvement New Age avec de nombreux arrangements comprenant beaucoup de synthétiseur. La structure caractéristique des mélodies traditionnelles jouées est celle d'une échelle descendante, avec une mélodie commençant sur une note haute descendant en cascade d'une octave ou d'une tierce mineure par rapport à la note initiale. Cette cascade peut effectuer de nombreux détours dans un espace étroit mais dans la plupart des cas la mélodie se termine avec une octave en dessous du point de commencement.

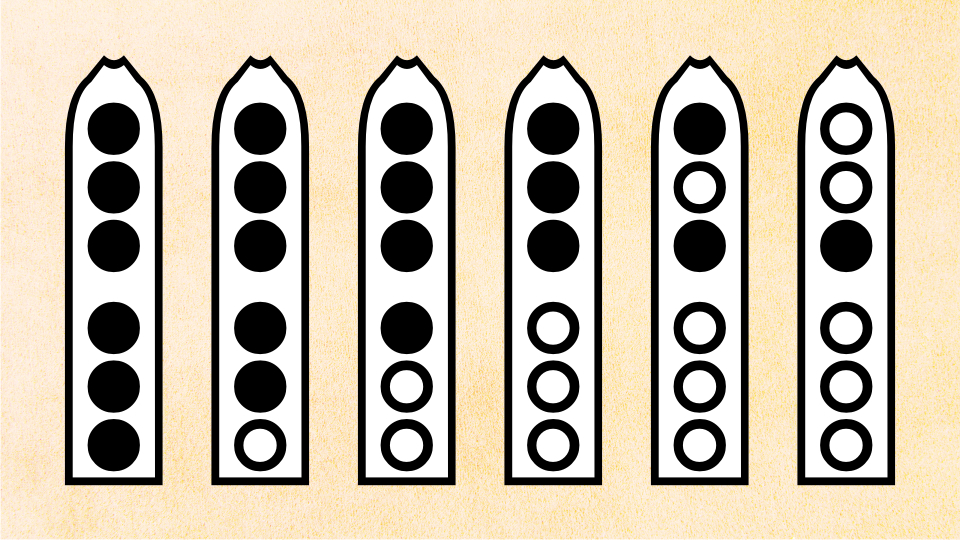
Doigté pour l'échelle primaire (pentatonique mineure) sur de nombreuses flûtes amérindiennes contemporaines.

Carlos Nakai est sans contredit le virtuose de cet instrument le plus célèbre. D'origine ute et navajo, il a été plusieurs fois récompensé par des Grammy Awards. Cornel Pewewardy, Douglas Spotted Eagle, Calvin Standing Bear, Mary Youngblood sont autant d'autres musiciens d'origine amérindienne également reconnus pour leur interprétation de cet instrument.

## Physiologie
Une étude menée sur les effets physiologiques des flûtes amérindiennes a trouvé un effet positif significatif sur
la variabilité de la fréquence cardiaque, une mesure qui est un indicateur de la résistance au stress.[incompréhensible]

## Source
- (en) S. Sadie, The New Grove Dictionary of Musial Instruments, mamillan, London, 1985.
- (en) Flutopedia Flutopedia — an Encyclopedia for the Native American Flute.
- (en) Flute Tree Native American Flute Informational Web Site.